# Euphrosina Wunsch
Euphrosina Wunsch OCist (* 10. April 1678 in Baden-Baden; † 12. Juni 1738 in Lichtenthal) war eine deutsche Zisterzienserin und von 1727 bis 1738 Äbtissin des Zisterzienser-Klosters Lichtenthal.

## Leben

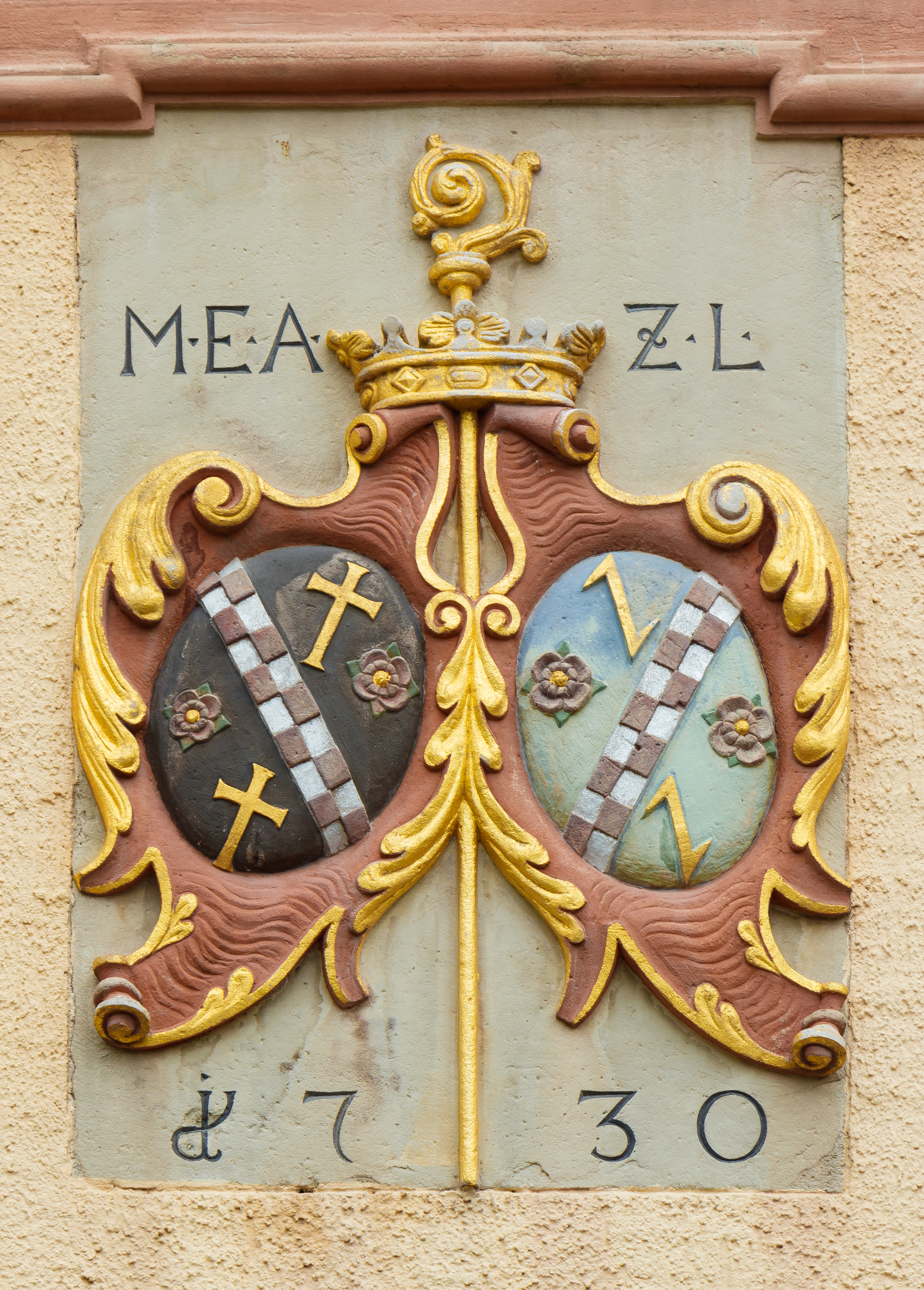
Wappenstein von Maria Euphrosina Wunsch

Maria Euphrosina Wunsch aus Baden-Baden war zunächst Priorin, bevor sie nach dem Tod der Vorgängeräbtissin Agnes Polentari einstimmig am 3. Januar 1727 zur 33. Äbtissin des Klosters Lichtenthal gewählt wurde. Nachdem das alte Klostergebäude, das zum Teil noch aus Fachwerk bestand, einsturzgefährdet war, ließ sie es abtragen und stattdessen durch den Konstanzer Baumeister Peter Thumb ein neues Klostergebäude errichten. Mit dem Neubau wurde am 1. Juni 1728 begonnen, die Fertigstellung erfolgte am 15. November 1731. Auf einem noch erhaltenen Wappenstein aus dem Jahr 1730 zwischen den beiden Eingängen zum barocken Abteigebäude befinden sich die eingeschlagenen Buchstaben “M E A Z L” der Äbtissin Maria Euphrosina Wunsch, wobei “A Z L” für Äbtissin zu Lichtenthal steht. Als Folge des polnischen Thronfolgekriegs von 1733 bis 1738, der sich u. a., auch entlang der Rheingrenze abspielte, hatte das Kloster nicht nur unter Kriegskontributionen, sondern auch unter Missernten infolge durchziehender Truppen zu leiden. Bei einem Brand der sich am 27. Dezember 1734 im Ökonomiegebäude ereignete, konnte dieser gerade noch bewältigt werden, bevor er auf das eigentliche Kloster und die Abtei übergreifen konnte. Äbtissin Euphrosina Wunsch starb am 11. Juni 1738 nach 11-jähriger Amtszeit, ihre Nachfolgerin wurde Benedikta Grasmaier.